# 필리핀의 행정 구역

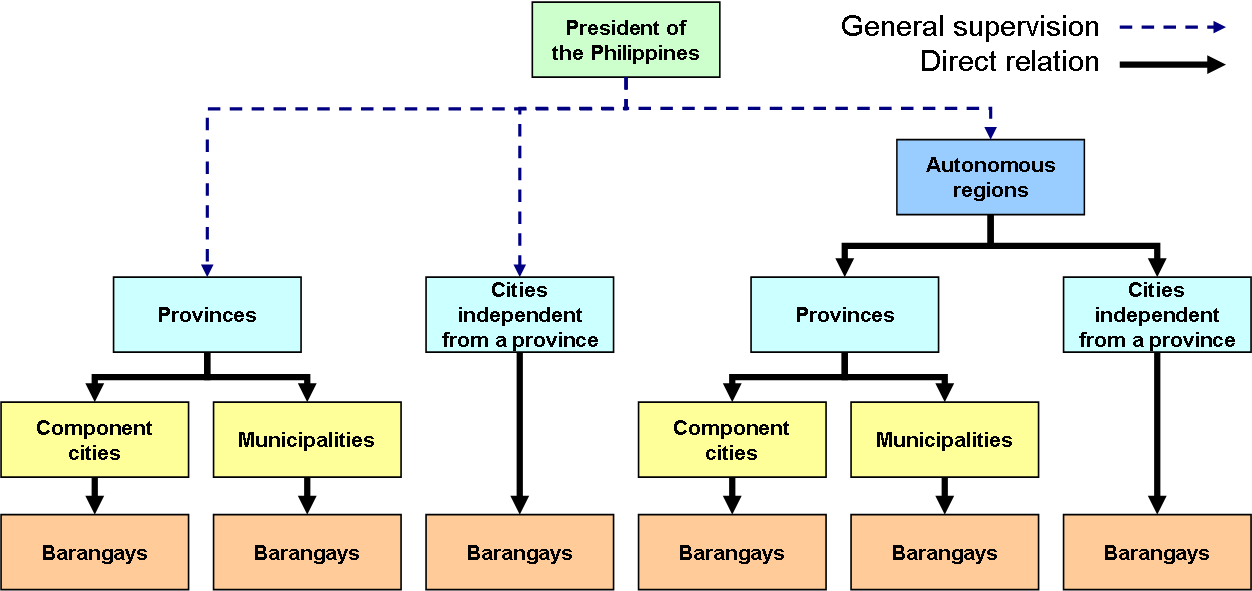
Local government hierarchy. The dashed lines emanating from the president means that the President only exercises general supervision on local government.

필리핀은 행정 구역은 다음과 같은 단계로 이루어져 있다.
1. 지방
2. 주와 자치시
3. 지방 자치체
4. 바랑가이

## 지방
지방은 필리핀에서 가장 큰 행정 구역 단위이다. 필리핀은 17개 지방으로 나뉜다.

## 주
주는 필리핀에서 지방 다음에 해당하는 행정 구역이다. 현재 필리핀에는 82개 주가 있다.